# ツール・ド・フランス2007
ツール・ド・フランス 2007（フランス語: Tour de France 2007）は、2007年7月7日から7月29日まで全21ステージで行われた94回目のツール・ド・フランス。

## コース概要
2006年10月26日にパリのパレ・デ・コングレ・ド・パリで全コースが発表された。今大会は7月7日にイギリス・ロンドンのトラファルガー広場をスタート地点とし、途中ベルギーを経由し、時計回り（第16ステージを除く）で29日にシャンゼリゼ通りをゴールとする全21ステージ・3.553.9kmで行われた。参加チームはUCIプロツアー参加チーム（ユニベットを除く19チーム）に主催者推薦枠で出場するプロフェッショナルコンチネンタルチームの2チーム（アグリチュベル、バルロワールド）を加えた21チームであった。
ツール・ド・フランスのコースがドーバー海峡を越えてイギリスを経由するのは1974年（プリマスを経由）と1994年（2つのステージをドーバー～ブライトンとポーツマスで実施）以来3度目で、ロンドンを経由するのは初。なお、イギリスで行われるプロローグと第1ステージのコースは、全コース発表に先立ち2006年2月9日にロンドンで行われており、その席でロンドン市長のケン・リヴィングストンは、7月7日にプロローグを行うことがロンドン同時爆破事件（2005年7月7日に発生）の被害者を追悼し、ロンドンがテロに屈しない姿勢を世界にアピールするものだと述べている。
一部コースはUCIプロツアーのパリ〜ルーベのコースも使用される。後半には21日と28日に個人タイムトライアル、山岳ステージは6回設けた。

## ドーピング問題

### ツール開催時の状況
前年の大会で主力選手がプロローグ直前に戦線離脱し、総合トップだった選手にドーピング検査の陽性反応が出て混乱した経緯をふまえ、事前のメディカルチェックでは出場予定選手の全員がドーピング検査に合格したことを受けてスタートした。
しかし7月25日、第13、15ステージを制したアレクサンドル・ヴィノクロフが血液ドーピングの疑い（A検体で陽性の反応）があることを理由に所属するアスタナ・チームが翌日以降のレースを棄権（レースを主催するASOの意向によるものであり、事実上の追放措置。ヴィノクロフは疑惑を否定している）、さらにその翌日にはクリスティアン・モレーニにテストステロンの反応が見られたことから所属するコフィディスチームも棄権した（同様に事実上の追放措置。モレーニは薬物使用を認めている）。
2チームが相次いで棄権するという時点ですでに異常事態といえるが、第16ステージを制し、総合優勝をほぼ手中に収めていたミカエル・ラスムッセンがドーピング検査回避の疑いで所属するラボバンクチームから解雇されレースから撤退。第17ステージにしてマイヨ・ジョーヌを着用する選手が姿を消すという前代未聞の事態を引き起こしている。
その一方でジロ・デ・イタリア中のドーピング検査の結果により出走を回避せざるを得なかったアレサンドロ・ペタッキが一転してレースの期間中に出場停止措置を取り消されるなど、前年同様の（あるいは前年を上回る）大混乱となった。また、レース終了後にも、総合17位で完走したイバン・マヨの検体からエリスロポエチンの陽性反応が出たことを所属チームのサウニエル・デュバル・プロディールが明らかにするなど、レース後も混乱を引きずることとなった。
7月31日、ドイツ警察当局が、総合優勝のコンタドールがドーピングに関与していたことを示す文書を入手したと発表したが、ドーピングに協力していたスポーツドクターの診察を過去に受けたことがあることを示しているのみで決定的証拠とはいえず、ゴシップ好きのメディアがセンセーショナルに報じたのみであった。

### ドーピング問題に対する論評
こうした状況については、市川雅敏、栗村修がいずれもJ SPORTSでの解説において、UCIプロツアーを巡るUCI（国際自転車競技連合）とASOの主導権争いの存在を指摘。また栗村はこのような内輪もめが結果として「ロードレース＝ドーピング」というメディアの論調を招いているのではないかともコメントし、今中大介もまたロードレースがドーピング問題で魔女狩りの対象にされている可能性を問題視した。
一方、ASOのオーナーであるパトリス・クラークはラスムッセン失格の後、UCIには反ドーピング運動において自転車界の先頭に立つ資格が無いと非難。またレースディレクターのクリスチャン・プリュドムはUCIとの決別を明言し、UCIにはツール・ド・フランスからドーピングを本気で排除する気がないと非難した。

### その後も続くドーピング禍
しかしながら、翌2008年のツール・ド・フランスにおいて、エリスロポエチン（EPO）の進化形（第三世代EPO）とも言われるCERA（持続性エリスロポエチン受容体活性化剤=Continuous Erythropoietin Receptor Activator）陽性となった選手が続出。しかもその結果、リカルド・リッコ、レオナルド・ピエポリの2人に陽性反応が見られたサウニエル・ドゥバル＝スコットが、第12ステージを前に選手全員を棄権させる手段に講じざるを得なくなるという事件にまたしても発展してしまった。

## 日程と結果
| ステージ   | コース                                            | 距離       | 備考     | 勝者                       | 日付 | 総合首位                   |
| ---------- | ------------------------------------------------- | ---------- | -------- | -------------------------- | ---- | -------------------------- |
| プロローグ | ロンドン                                          | 7.9 km     | 個人TT   | ファビアン・カンチェラーラ | 7/7  | ファビアン・カンチェラーラ |
| 1          | ロンドン - カンタベリー                           | 203 km     | 平坦     | ロビー・マキュアン         | 7/8  | ファビアン・カンチェラーラ |
| 2          | ダンケルク - ヘント                               | 168.5 km   | 平坦     | ゲルト・ステーグマン       | 7/9  | ファビアン・カンチェラーラ |
| 3          | ワレヘム - コンピエーニュ                         | 236 km     | 平坦     | ファビアン・カンチェラーラ | 7/10 | ファビアン・カンチェラーラ |
| 4          | ヴィリエ＝コトレ - ジョワニー                     | 193 km     | 平坦     | トル・フースホフト         | 7/11 | ファビアン・カンチェラーラ |
| 5          | シャブリ - オータン                               | 182.5 km   | 中級山岳 | フィリッポ・ポッツァート   | 7/12 | ファビアン・カンチェラーラ |
| 6          | スミュール＝アン＝ノーソワ - ブール＝カン＝ブレス | 199.5 km   | 平坦     | トム・ボーネン             | 7/13 | ファビアン・カンチェラーラ |
| 7          | ブール＝カン＝ブレス - ル・グラン＝ボルナン       | 197.5 km   | 山岳     | リーヌス・ゲルデマン       | 7/14 | リーヌス・ゲルデマン       |
| 8          | ル・グラン＝ボルナン - ティーニュ                 | 165 km     | 山岳     | ミカエル・ラスムッセン     | 7/15 | ミカエル・ラスムッセン     |
| 休息日     | 休息日                                            | 休息日     | 休息日   | 休息日                     | 7/16 |                            |
| 9          | ヴァル＝ディゼール - ブリアンソン                 | 159.5 km   | 山岳     | マウリシオ・ソレール       | 7/17 | ミカエル・ラスムッセン     |
| 10         | タラール - マルセイユ                             | 229.5 km   | 平坦     | セドリック・ヴァスール     | 7/18 | ミカエル・ラスムッセン     |
| 11         | マルセイユ - モンペリエ                           | 182.5 km   | 平坦     | ロバート・ハンター         | 7/19 | ミカエル・ラスムッセン     |
| 12         | モンペリエ - カストル                             | 178.5 km   | 中級     | トム・ボーネン             | 7/20 | ミカエル・ラスムッセン     |
| 13         | アルビ                                            | 54 km      | 個人TT   | カデル・エヴァンス         | 7/21 | ミカエル・ラスムッセン     |
| 14         | マザメ - プラトー・ド・ベイユ                     | 197 km     | 山岳     | アルベルト・コンタドール   | 7/22 | ミカエル・ラスムッセン     |
| 15         | フォワ - ルダンヴィエル                           | 196 km     | 山岳     | キム・キルシェン           | 7/23 | ミカエル・ラスムッセン     |
| 休息日     | 休息日                                            | 休息日     | 休息日   | 休息日                     | 7/24 |                            |
| 16         | オルテズ - グーレット-オービスク峠                | 218.5 km   | 山岳     | ミカエル・ラスムッセン     | 7/25 | ミカエル・ラスムッセン     |
| 17         | ポー - カステルサラザン                           | 188.5 km   | 中級     | ダニエーレ・ベンナーティ   | 7/26 | アルベルト・コンタドール   |
| 18         | カオール - アングレーム                           | 211 km     | 平坦     | サンディ・カザール         | 7/27 | アルベルト・コンタドール   |
| 19         | コニャック - アングレーム                         | 55.5 km    | 個人TT   | リーヴァイ・ライプハイマー | 7/28 | アルベルト・コンタドール   |
| 20         | マルクシス - パリ シャンゼリゼ通り                | 146 km     | 平坦     | ダニエーレ・ベンナーティ   | 7/29 | アルベルト・コンタドール   |
| 合計       | 合計                                              | 3.553.9 km |          |                            |      |                            |

## 今大会の最終成績

### 総合成績
| 順位 | 選手名                     | チーム                             | 時間           | UCIポイント |
| ---- | -------------------------- | ---------------------------------- | -------------- | ----------- |
| 1    | アルベルト・コンタドール   | ディスカバリーチャンネル           | 91時間00分26秒 | 100         |
| 2    | カデル・エヴァンス         | プレディクトール・ロット           | +23秒          | 75          |
| 3    | リーヴァイ・ライプハイマー | ディスカバリーチャンネル           | +31秒          | 60          |
| 4    | カルロス・サストレ         | チームCSC                          | +7分08秒       | 55          |
| 5    | アイマル・スベルディア     | エウスカルテル・エウスカディ       | +8分17秒       | 50          |
| 6    | アレハンドロ・バルベルデ   | ケス・デパーニュ                   | +11分37秒      | 45          |
| 7    | キム・キルシェン           | T-モバイル                         | +12分18秒      | 40          |
| 8    | ヤロスラフ・ポポヴィッチ   | ディスカバリーチャンネル           | +12分25秒      | 35          |
| 9    | ミケル・アスタルロサ       | エウスカルテル・エウスカディ       | +14分14秒      | 30          |
| 10   | オスカル・ペレイロ         | ケス・デパーニュ                   | +14分25秒      | 25          |
| 11   | マウリシオ・ソレール       | バルロワールド                     | +16分51秒      | －          |
| 12   | マイケル・ボーヘルト       | ラボバンク                         | +21分15秒      | 15          |
| 13   | ダビ・アロヨ               | ケス・デパーニュ                   | +21分49秒      | 12          |
| 14   | ウラディミール・カルペツ   | ケス・デパーニュ                   | +24分15秒      | 10          |
| 15   | クリストファー・ホーナー   | プレディクトール・ロット           | +25分15秒      | 8           |
| 16   | イバン・マヨ               | サウニエル・デュバル・プロディール | +27分09秒      | 6           |
| 17   | フランク・シュレク         | チームCSC                          | +31分48秒      | 5           |
| 18   | マヌエル・ベルトラン       | リクィガス                         | +34分14秒      | 4           |
| 19   | タデイ・ヴァリャヴェッチ   | ランプレ・フォンディタル           | +37分08秒      | 3           |
| 20   | フアン・ホセ・コーボ       | サウニエル・デュバル・プロディール | +37分14秒      | 2           |

### ポイント賞
| 順位 | 選手名                       | チーム                               | ポイント |
| ---- | ---------------------------- | ------------------------------------ | -------- |
| 1    | トム・ボーネン               | クイック・ステップ・イネリゲティック | 256P     |
| 2    | ロバート・ハンター           | バルロワールド                       | 234P     |
| 3    | エリック・ツァベル           | ミルラム                             | 232P     |
| 4    | トル・フースホフト           | クレディ・アグリコール               | 186P     |
| 5    | セバスティアン・シャヴァネル | フランセーズ・デ・ジュー             | 181P     |

### 山岳賞
| 順位 | 選手名                   | チーム                   | ポイント |
| ---- | ------------------------ | ------------------------ | -------- |
| 1    | マウリシオ・ソレール     | バルロワールド           | 206P     |
| 2    | アルベルト・コンタドール | ディスカバリーチャンネル | 128P     |
| 3    | ヤロスラフ・ポポヴィッチ | ディスカバリーチャンネル | 105P     |
| 4    | カデル・エヴァンス       | プレディクトール・ロット | 92P      |
| 5    | ローラン・ルフェーヴル   | ブイグ・テレコム         | 85P      |

### 新人賞
| 順位 | 選手名                   | チーム                       | 時間           |
| ---- | ------------------------ | ---------------------------- | -------------- |
| 1    | アルベルト・コンタドール | ディスカバリーチャンネル     | 91時間00分26秒 |
| 2    | マウリシオ・ソレール     | バルロワールド               | +16分51秒      |
| 3    | アメツ・チュルカ         | エウスカルテル・エウスカディ | +49分34秒      |

### チーム成績
| 順位 | チーム                   | 時間            |
| ---- | ------------------------ | --------------- |
| 1    | ディスカバリーチャンネル | 273時間12分52秒 |
| 2    | ケス・デパーニュ         | +19分36秒       |
| 3    | チームCSC                | +22分10秒       |

## UCIプロツアーランク
※ツール・ド・フランス終了時点。

### 個人
| 順位 | 前回 順位 | 選手名                   | 国籍           | チーム                   | ポイント |
| ---- | --------- | ------------------------ | -------------- | ------------------------ | -------- |
| 1    | 1         | ダニーロ・ディルーカ     | イタリア       | リクイガス               | 207      |
| 2    | 13        | アルベルト・コンタドール | スペイン       | ディスカバリーチャンネル | 191      |
| 3    | 7         | カデル・エヴァンス       | オーストラリア | プレディクトール・ロット | 174      |
| 4    | 3         | アレハンドロ・バルベルデ | スペイン       | ケス・デパーニュ         | 165      |
| 5    | 2         | ダヴィデ・レベリン       | イタリア       | ゲロルシュタイナー       | 157      |
| 6    | 8         | キム・キルヒェン         | ルクセンブルク | T-モバイル               | 129      |
| 7    | 5         | ウラディミール・カルペツ | ロシア         | ケス・デパーニュ         | 115      |
| 8    | 4         | ダミアーノ・クネゴ       | イタリア       | ランプレ                 | 112      |
| 9    | 9         | オスカル・フレイレ       | スペイン       | ラボバンク               | 95       |
| 10   | 6         | クリストフ・モロー       | フランス       | アージェードゥーゼル     | 88       |
| 11   | 23        | トム・ボーネン           | ベルギー       | クイックステップ         | 87       |
| 12   | 11        | フランク・シュレク       | ルクセンブルク | チームCSC                | 86       |
| 13   | 10        | アンディ・シュレク       | ルクセンブルク | チームCSC                | 81       |
| 14   | 12        | スチュアート・オグレディ | オーストラリア | チームCSC                | 79       |
| 15   | 170       | レヴィ・ライプハイマー   | アメリカ合衆国 | ディスカバリーチャンネル | 77       |
| 174  | 161       | 別府史之                 | 日本           | ディスカバリーチャンネル | 2        |